# District de Vitré
Le district de Vitré est une ancienne division territoriale française du département d'Ille-et-Vilaine de 1790 à 1795.
Il était composé des cantons de Vitré, Argentré, la Chapelle Erbrée, Chateaubourg, Chatillon, Domagné, Dourdain, Izé et Louvigné.